# Non uccidere (film 2020)
Non uccidere (No matarás) è un film spagnolo del 2020 diretto da David Victori.

## Trama
Dani ha appena perduto suo padre e per elaborare il lutto decide d'intraprendere un viaggio; tuttavia incontrerà una ragazza che gli sconvolgerà la vita, in un turbine di vizi sfrenati da cui sembra non poter più uscire.

## Riconoscimenti
- 2021 – Premio Goya[1]
  - Miglior attore protagonista a Mario Casas (vincitore)
  - Candidatura per la migliore attrice rivelazione a Milena Smit
  - Candidatura per il miglior attore rivelazione a Fernando Valdivielso
- 2021 - Cinema Writers Circle Awards
  - Candidatura per la migliore musica ad Adrian Foulkes e a Federico Jusid[2]